# Amungen
Denna artikel handlar om sjön i Falu, Rättviks och Ovanåkers kommuner. Amungen kan också avse: Amungen (Husby socken, Dalarna)
Amungen är en sjö i Falu kommun, Ovanåkers kommun och Rättviks kommun på gränsen mellan Dalarna och Hälsingland och ingår i Dalälvens huvudavrinningsområde. Sjön har en area på 60,6 kvadratkilometer och ligger 228 meter över havet. 
Sjön avrinner genom Svärdsjövattendraget till Runn. Största tillflödena är Dalforsån, Oxnäsån, Halgån, Glitterån och Rockån. Mitt i sjön finns ön Sollen som är ca 300 ha stor.

## Delavrinningsområde
Amungen ingår i delavrinningsområde (678168-148924) som SMHI kallar för Utloppet av Amungen. Medelhöjden är 257 meter över havet och ytan är 189,57 kvadratkilometer. Räknas de 50 avrinningsområdena uppströms in blir den ackumulerade arean 640,42 kvadratkilometer. Lillälven (Tängerströmmen) som avvattnar avrinningsområdet har biflödesordning 2, vilket innebär att vattnet flödar genom totalt 2 vattendrag innan det når havet efter 287 kilometer. Avrinningsområdet består mestadels av skog (58 procent). Avrinningsområdet har 60,74 kvadratkilometer vattenytor vilket ger det en sjöprocent på 32 procent.